# Boechera hastatula
Boechera hastatula är en korsblommig växtart som först beskrevs av Edward Lee Greene, och fick sitt nu gällande namn av Al-shehbaz. Boechera hastatula ingår i släktet indiantravar, och familjen korsblommiga växter. Inga underarter finns listade i Catalogue of Life.